# Bang Bang (canção de Iggy Pop)
"Bang Bang" é uma canção  originalmente composta por Iggy Pop e Ivan Kral para o álbum Party, de 1981. A faixa foi lançada como single por Pop e, posteriormente, por David Bowie, em edição promocional.